# Nummer 10
Nummer 10 eller Træningsanlægget nummer 10 er fodboldklubben F.C. Københavns træningscenter, der er beliggende på Jens Jessens Vej 10 på Frederiksberg. Centeret åbnede i 2006. Bygningens navn er dels på grund af adressen (Jens Jessens Vej 10), men også et symbol på trøjenummeret 10, der i fodboldkredse altid har være synonym med kreativitet, høj klasse og andre positive superlativer.